# تالاگاسگودا
تالاگاسگودا (به لاتین: Talagasgoda) یک منطقهٔ مسکونی در سری‌لانکا است که در استان جنوبی (سری‌لانکا) واقع شده‌است.